# Хурбет-Ист
Хурбет-Ист — нефтегазовое месторождение в Сирии. Открыто в 2007 году.
Нефтегазоносность связана с отложениями триасового, мелового и палеогенового возрастов. Начальные запасы нефти составляет 5 млн тонн. Плотность нефти 0,84 г/см3 или 35° API.
Оператором месторождении является Gulfsands Petroleum (50 %). Другой партнер Emerald Energy (50 %).
Располагается в 3 км западнее месторождения Юзефие, разрабатываемого теми же операторами.